# 유스투스
유스투스 칸투아리엔시스(라틴어: Justus 또는 Iustus Cantuariensis, 영어: Justus of Canterbury: ?? - 627년과 631년 사이의 11월 10일),  또는 유스토는 4대 캔터베리 대주교였다. 그는 교황 대 그레고리오에 의해 앵글로색슨족을 그들의 토착 이교로부터 기독교화로 선교하기 위해 이탈리아로부터 잉글랜드로 파견되었으며, 아마도 601년에 두 번째 선교사 집단과 함께 도착한 것으로 보인다.  유스투스는 604년 초대 로체스터 주교가 되었고, 614년 파리에서 열린 교회 회의에 참석했다.
616년 켄트의 애설베르흐트 왕의 사후, 유스투스는 골로 피신할 수 밖에 없었지만, 이듬해에 그의 교구로 복귀하였다. 624년 유스투스는 캔터베리 대주교가 되어, 노섬브리아에 대한 선교사 파견을 감독하였다. 사후, 그는 성인으로 존경받았으며 캔터베리의 성 어거스틴 수도원에 성당을 가졌다.

## 같이 보기
- 그레고리오 선교의 일원 목록